# Javornice (přítok Berounky)
Javornice je říčka v Česku, levostranný přítok Berounky a hraniční vodní tok okresů Plzeň-sever a Rakovník. Někdy bývá označována také jako Javornický potok.

## Průběh toku

### Jesenicko
Javornice pramení v okrese Rakovník, severozápadně od vsi Velká Chmelištná v přírodním parku Jesenicko, v nadmořské výšce přibližně 550 m. Prameniště tvoří mokřadní louka se stabilizovanou populací prstnatce májového, výskytem několik druhů ostřic, suchopýru a upolínu. Prameniště s okolím je chráněno jako přírodní památka Prameny Javornice.
Javornice teče ponejprv jihozápadním směrem lesním porostem, severně od jejího koryta rostou dva památné stromy – Klen v Drahouši a Buk u Velké louky, největší na Rakovnicku. U silnice spojující Velkou Chmelištnou s loveckým zámečkem Sv. Hubert roste další významný buk (Buk pod Velkou loukou) a Javornice za ní protéká kolem Malého pstruhového rybníka, ze kterého zároveň přijímá svůj první přítok. Kousek za ním přijímá druhý pravostranný přítok a stáčí se jihovýchodním směrem a na jejím pravém břehu roste několik dalších významných buků – Buk u Huberta u posedu a s dírou, Buk pod Hubertem před křižovatkou a na křižovatce.
Pod Velkým pstruhovým rybníkem teče okolo tvrziště Smrk a pod Čočkovým rybníkem opouští les. V prvním a největším ze zdeslavských rybníků, Horním rybníku, zvaném též Karlův, se Javornice spojuje s několika menšími potoky. Na levém břehu rybníka je veřejné koupaliště. Pod hrází rybníka protéká osadou Pod Pískovnou, okolo západního konce Zdeslavi a za silnicí se stáčí k jihozápadu. Kousek od ní začíná plocha Prostředního rybníka.
Před posledním ze zdeslavských rybníků, Dolním, se v nadmořské výšce 466 m stéká s Lhotským potokem, pod rybníkem s koupalištěm roste u osady V Lomu památná lípa malolistá. Zajímavý je nedaleký mlýn Pod Vrabíkovem s částečně zachovalým staročeským složením z 18.–19. století. Přibližně po 1,5 km toku přijímá malý potůček od Kůzové a následuje další Dolní rybník, menší než předešlý, s ostrůvkem a veřejným koupalištěm. Bezprostředně pod hrází rybníka jsou další dvě menší nádrže a chatová osada Zátiší.

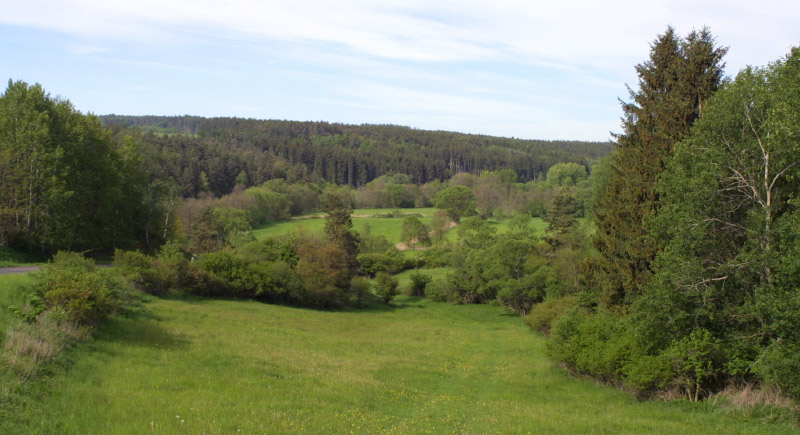
Údolí Javornice pod Březskem

Tok Javornice v úseku až ke Kočkově mlýnu u soutoku s Jasanovým potokem teče celkově jižním směrem, byť se klikatí v zaříznutém údolí. U Samoty pod Mostem, kde údolí ve výšce 26 m překonává 105 m dlouhým Strachovickým železničním mostem z roku 1899 železniční trať Rakovník–Mladotice, se Javornice stáčí k jihovýchodu a protéká tak až k jihovýchodnímu cípu přírodního parku Jesenicko přes osady Valcha a V Tišině, v jejímž okolí jsou na Javor. V tomto úseku, kde již tvoří okresní hranici, bývá někdy nazývána Jaselským potokem.
Jesenicko opouští za rekreačně významným rybníkem Vožehák, nedaleko kterého se nalézá zřícenina středověkého hradu Angerbach. Před silnicí číslo 229 spojující nedaleké Kožlany s Čistou přijímá z pravé strany další významnější přítok – Hradecký potok.

### Na hranici okresů

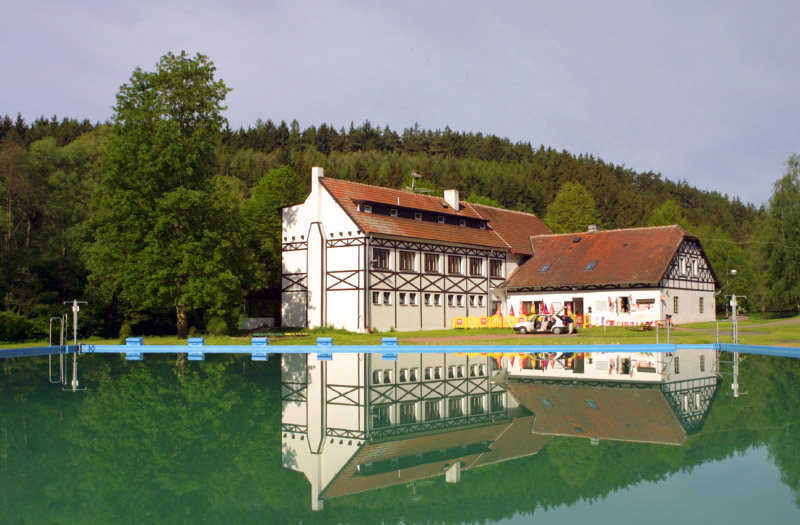
Machův Mlýn

Od chatové oblasti pod soutokem s Hradeckým potokem teče Javornice východním směrem. Přijímá zprava Kožlanský potok, za Cukrovic Mlýnem zleva Břežanský potok a dále Čistecký potok. U Uhrovic Mlýnu vtéká na území CHKO Křivoklátsko, kde teče sevřeným údolím obklopená zalesněnými svahy a tvoří velmi půvabnou údolní nivu s mnoha loukami. V nadmořské výšce 329 m se stéká s Milíčovským potokem a za říční zákrutou na krátkém úseku se Šípským a Slatinským potokem. Přibližně 150 m hluboké údolí za Machovým Mlýnem obklopují na levém břehu vrchy Velká Jedlina a Ostrý vrch, na pravém břehu pak dominuje vrch Hradiště s archeologickou lokalitou. Javornice se zde stáčí k jihovýchodu, protéká okolo lovecké chaty Marek, kolem zříceniny Kubova mlýna a chaty Čertovec; v její údolní nivě jsou zřízeny tři rekreační tábory. Na pravém břehu obtéká úpatí vrchu Dubensko (mj. nedaleko od obce Chříč) se stejnojmennou přírodní rezervací suťových svahů s původním porostem tisu červeného. Nedaleko městyse Zvíkovce vtéká na území okresu Rokycany a po několika stech metrech se zleva vlévá do Berounky na jejím 81,4 říčním kilometru.

### Přítoky
(levý / pravý) k ústí
- Lhotský potok (P)
- Jasanový potok (P)
- Hradecký potok (P)
- Kožlanský potok (P)
- Břežanský potok (L)
- Čistecký potok (L)
- Milíčovský potok (L)
- Šípský potok (L)
- Slatinský potok (P)

## Využití

### Vodáctví
Javornici lze sjíždět jen za jarního tání či po velmi silných deštích. Plavba se zahajuje za mostem silnice spojující Milíčov se Slatinou, pro nedostatek komunikací se obvykle končí po 12 km na soutoku s Berounkou. Na počátečních kilometrech je koryto řeky úzké přibližně 4 m, po soutoku s Šípským potokem se rozšiřuje v hlubokém údolí. V řečišti mohou být padlé kmeny stromů, na 3,5 říčním kilometru jsou dva kamenné stupně. Sjízdný úsek má obtížnost WWII a lze urazit během 3–4 hodin.
Přes Javornici od hradu Krakovec vede řada brodů, které je zábavné sjet na horském kole (žlutá turistická značka).

## Památné objekty v povodí
- Angerbach (hrad)
- Hradiště nad Javornicí
- Hrad Krakovec